# Чобе (област)
Чобе (на английски: Chobe) е област в северната част на Ботсвана, със столица Касане. 
Площта на област Чобе е 20800 квадратни километра, а населението е 28743 души (съгласно преброяване от 2022 г.). Област Чобе граничи с Намибия и Замбия на север и Зимбабве на изток.
През 2001 г. Чобе е слята с Нгамиланд и до 2006 г. споделя с Нгамиланд Северозападния областен съвет като местно правителство. В областта попада и националният парк „Чобе“, вторият по големина национален парк в страната и основна туристическа атракция в областта. Паркът има най-голямата популация от слонове в Африка. 
Областта се състои от девет села - Кавимба, Казунгула, Касане, Качикау, Лесома, Мабеле/Мучиние, Пандаматенга, Паракарунгу и Сатау.